# Donji Neradovac
Donji Neradovac (cyr. Доњи Нерадовац) – wieś w Serbii, w okręgu pczyńskim, w mieście Vranje. W 2011 roku liczyła 930 mieszkańców.